# أوكسبوبروكاين
أوكسبوبروكاين (INN)، المعروف أيضا باسم بينوكسينيت أو BNX، هو مخدر موضعي يستخدم خاصة في طب العيون والأنف والأذن والحنجرة. يباع المخدر من قبل شركة نوفارتس تحت أسماء تجارية هي «نوفيسين» (Novesin) أو «نوفيساين» (Novesine).
لا يتوفر معلومات كافية تثبت كون الاستخدام سليما في حالتي الحمل والرضاعة.

## الاستخدام
- في طب العيون من أجل تخدير سطح العين (الطبقات الخارجية من القرنية والملتحمة) للأغراض التالية:[1]
  - من أجل إجراء قياس توتر العين.
  - في العمليات الصغيرة.
  - من أجل إزالة الأجسام الغريبة الصغيرة من الطبقة العليا من القرنية أو الملتحمة.
- في طب الأنف والأذن والحنجرة لتخدير الأغشية المخاطية للمنخر والبلعوم، لأغراض التشخيص والعمليات الصغيرة[2]
- تخدير الأغشية المخاطية في الشعب الهوائية، على سبيل المثال في تنظير القصبات.
- في المريء، على سبيل المثال في التنبيب.

## الحركية الدوائية
التخدير يبدأ بعد وقت من 30 إلى 50 ثوان ويستمر لمدة 10 إلى 30 دقيقة حسب التروية الدموية. يحدث الأيض للدواء عن طريق الإستراز في بلازما الدم والكبد.

## الآثار السلبية
عندما يستخدم بشكل مفرط، يتسبب مثل أي مخدر موضعي يستخدم في العين والأغشية المخاطية (مثل على سبيل المثال تيتراكائين، proxymetacaine وproparacaine) يمكن أن يسبب تهيج، فرط التحسس، صدمة الحساسية، ضرر متعذر العكس في القرنية وحتى التدمير الكامل للقرنية. (الإفراط في الاستخدام يقصد به عدة مرات يوميا خلال عدة أيام أو حتى أسابيع.)

## التفاعلات
يتنافى الدواء مع الفضة وأملاح الزئبق فضلا عن المواد القاعدية. كما أنه يقلل من التأثير المضاد للميكروبات للسلفوناميدات.